# Fehér könyvek (1957)

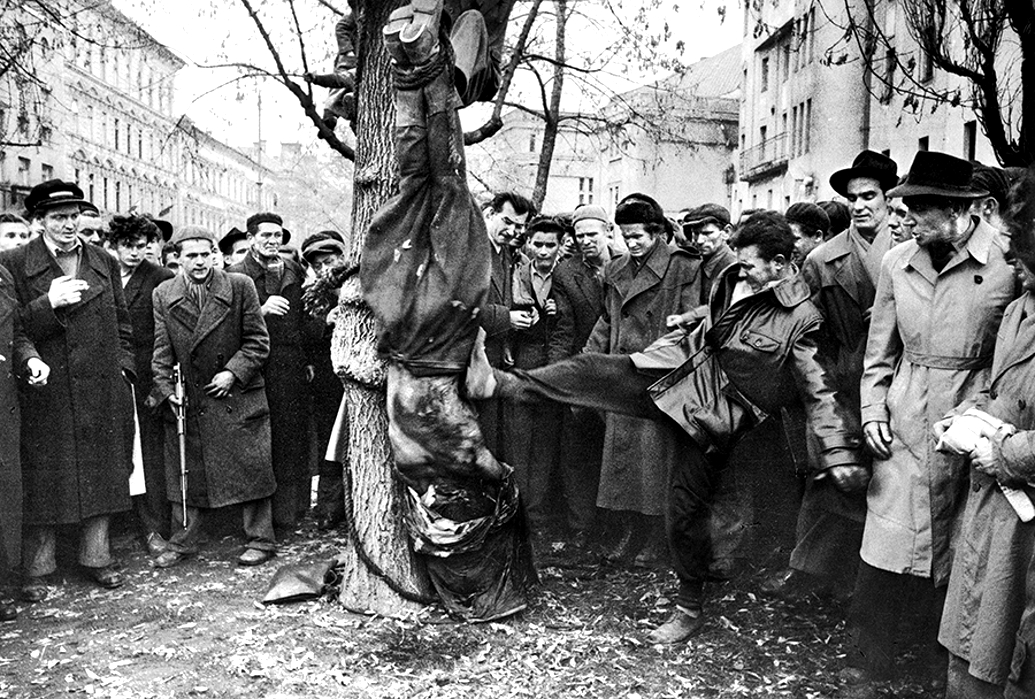
A Köztársaság téri pártház ostroma során a pártházat védő Elek László ÁVH-s sorkatona brutális kivégzése a Köztársaság téren 1956 októberében. Később ezeket a fotókat használták fel a megtorlást igazoló kommunista propagandára

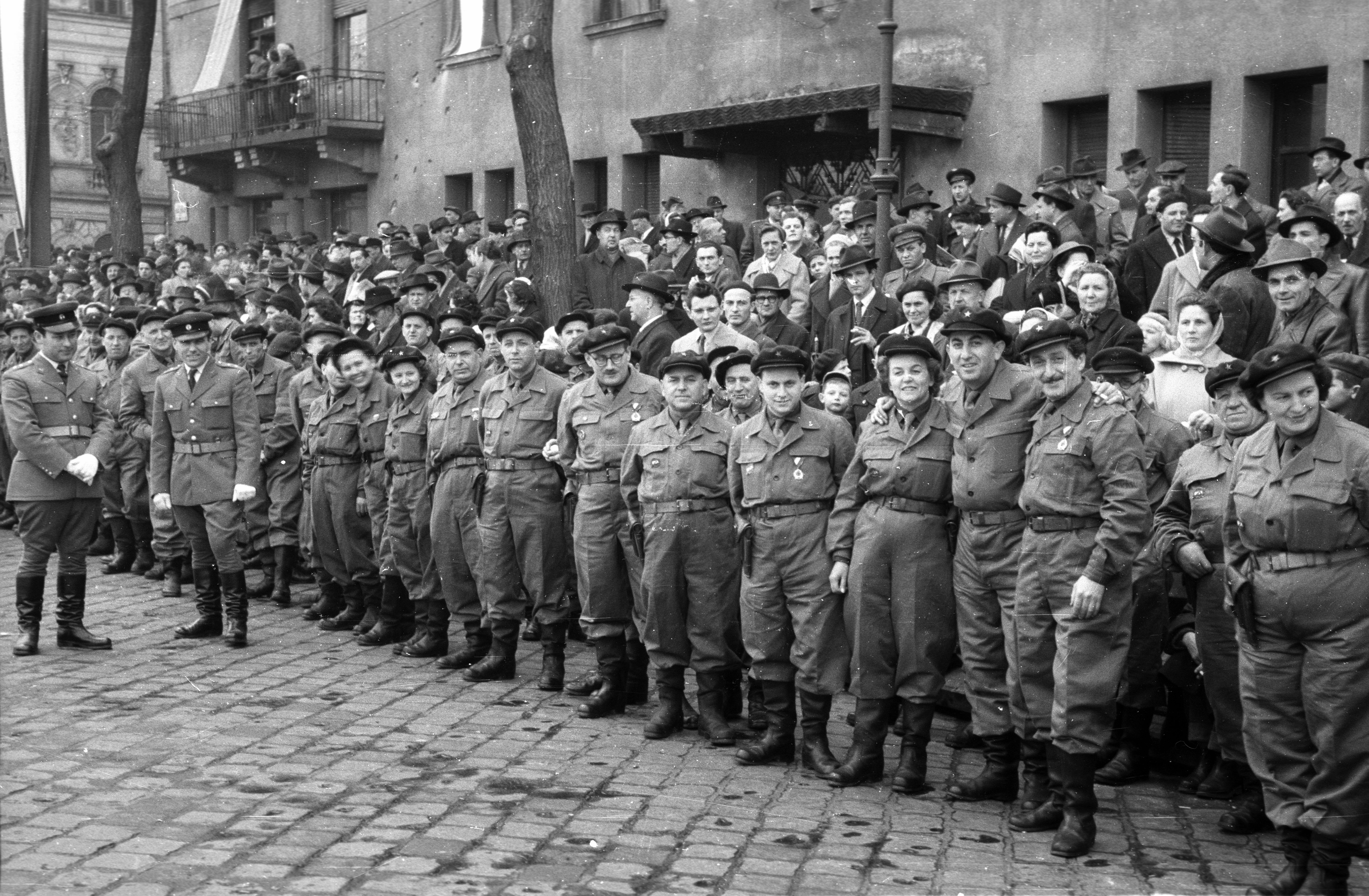
Munkásőrsorfal 1958. április 4.

Az 1956-os forradalom után 1957-ben jelent meg fehér borítóval az „Ellenforradalmi erők a magyar októberi eseményekben” címmel egy négykötetes, kommunista propagandasorozat, melyet a Magyar Népköztársaság Minisztertanácsának Tájékoztatási Hivatala jelentetett meg. Szerzői igazolni akarták, hogy 1956 október–novemberében ellenforradalom zajlott Magyarországon. 
A Nagy Imre-kormány magatartása a Köztársaság téri pártház és a kerületi pártszervezetek elleni támadással kapcsolatban mégcsak nem is kétértelmű: Nagy Imre és társai egy szót sem ejtettek a pártot és a kommunistákat sújtó terrorcselekmények ellen. Ugyanakkor törvényesítették, „nemzetőrséggé" léptették elő a gyilkosok bandáit. A kormánynak ez a magatartása megzavarta a munkásokat és a kommunistákat. A párttagok, fegyelmezett emberek lévén, követték Nagy Imre utasításait, hiszen ő volt a kommunista párt egyik elismert vezetője, a kormány feje. Ez a „pártfegyelem" néhány napra megbénította a kommunistákat. Azt felismerték, hogy valahol árulás történt, de azt csak kevesen merték feltételezni, hogy a párt vezetői között vannak az árulók. Nagy Imre, Losonczy és társai, felhasználva a pártban és a kormányban betöltött vezetőszerepüket, megbénították a párt erejét és tétlenségre kárhoztatták az üzemek munkásait.
A „Fehér könyvek” kiadásáról szóló MSZMP-határozat nem maradt fenn. A névtelenül közreadott brossúrasorozatot a vidéki eseményeket is bemutató fehér könyvek tették teljessé.
A fehér borítójú kötetek több beszámolót közöltek, fényképeket és sok írásos dokumentumot, nyugati lapkivonatokat, adatokat az ellenforradalmi események okozta veszteségekről, károkról, lincselésekről. Szerepeltek bennük az „ellenforradalom”-ban megölt kommunista áldozatok fényképei és életrajzi adatai.
A sajtóban kampányszerűen jelentek meg cikkek az „ellenforradalom” rémtetteiről. 1957. február 19-én megalakult a munkásőrség, elkezdődött a megtorlás.

## A fehér könyvek szerkesztőbizottsága
- Betlen Oszkár – az MSZMP Központi Bizottsága Párttörténeti Intézetének tudományos munkatársa
- Darvasi István – az MSZMP agitprop osztályvezető helyettese
- Fellegi Tamás
- Lovas Márton
- Nemes Dezső
- Nemes János
- Orbán László
- Szirmai István – 1956. december 17-én vezetésével felállították a Magyar Forradalmi Munkás-Paraszt Kormány Tájékoztatási Hivatalát.

Közben rólunk a VIII. kerületi emeletes házak ablakaiból felvételeket  készítettek.  Az  én  nyakamban  és  a  társaim  nyakában  is  géppisztoly  volt.  Ezeknek  az  alapján  csinálták  a Fehér könyveket   Akkor  nekem  hosszú,  fekete hajam  volt.  Mindig  mozogtunk, szemtől szemben  soha nem tudtak fényképet csinálni, mindig csak profilból. A hosszú fekete hajamat fújta a szél, hisz október volt, úgyhogy mindig csak félig tudtak lefényképezni. Ennek ellenére ezekből a „félig-fényképekből" akarták rám bizonyítani a vizsgálati  fogságban  a Fő utcában, hogy én egy prostituált  vagyok,  akinek  „Japán"  volt  a beceneve.